# Lake Mack-Forest Hills
Lake Mack-Forest Hills est une census-designated place située dans le comté de Lake, dans l’État de Floride, aux États-Unis. Sa population s’élevait à 1 010 habitants lors du recensement de 2010.
Lake Mack-Forest Hills fait partie de l’agglomération d’Orlando.

## Démographie
| 2000 | 2010  | - | - | - | - |
| ---- | ----- | - | - | - | - |
| 989  | 1 010 | - | - | - | - |

## Source
- (en) Cet article est partiellement ou en totalité issu de l’article de Wikipédia en anglais intitulé « Lake Mack-Forest Hills, Florida » (voir la liste des auteurs).